# 2012 Doomsday
2012 Doomsday (2012 - O Ano da Profecia  no Brasil) é um filme estadunidense de 2008, do gênero ficção científica apocalíptico,  com roteiro e direção de Nick Everhart baseado numa história de Naomi L. Selfman.

## Enredo
No ano de 2012 ocorre um fenômeno que causa o derretimento da calota polar. Em meio a destruição, quatro estranhos se dirigem a um templo Maia onde, se supõe estejam guardados os segredos do calendário maia sobre o dia do juízo final. O filme faz uma mistura de três ingredientes: Conhecimento científico, escatologia cristã e mitologia maia.

## Elenco
- Cliff De Young Lloyd
- Dale Midkiff Dr. Frank Richards
- Ami Dolenz Susan
- Danae Nason Sarah
- Joshua Lee Alex
- Sara Tomko Wakanna
- Caroline Amiguet Dr. Trish Lane
- Shirley Raun Sra. Reed
- Louis Graham Dr. Ian Hunter
- Jonathan Nation Tio Jim
- Mark Hengst Matt
- Gilberto Canto Gino
- Omar Mora Raul
- Wil Omar Sanchez Homem na ponte
- Jason S. Gray Carlos Martinez